# Каролево (гміна Вронкі)
Каролево (пол. Karolewo) — село в Польщі, у гміні Вронки Шамотульського повіту Великопольського воєводства.
Населення — 47 осіб (2011).
У 1975—1998 роках село належало до Пільського воєводства.

## Демографія
Демографічна структура станом на 31 березня 2011 року:
|          | Загалом | Допрацездатний вік | Працездатний вік | Постпрацездатний вік |
| -------- | ------- | ------------------ | ---------------- | -------------------- |
| Чоловіки | 25      | 5                  | 15               | 5                    |
| Жінки    | 22      | 4                  | 12               | 6                    |
| Разом    | 47      | 9                  | 27               | 11                   |